# Olympische Sommerspiele 2016/Schwimmen – 200 m Rücken (Frauen)
Der Wettbewerb über 200 Meter Rücken der Frauen bei den Olympischen Spielen 2016 in Rio de Janeiro wurde am 11. und 12. August 2012 im Olympic Aquatics Stadium ausgetragen. 28 Athletinnen aus 20 Ländern nahmen daran teil.
Es fanden vier Vorläufe statt. Die 16 schnellsten Schwimmerinnen aller Vorläufe qualifizierten sich für die beiden Halbfinals, die am gleichen Tag ausgetragen werden. Für das Finale am nächsten Tag qualifizierten sich hier die acht schnellsten Starterinnen beider Läufe.
Abkürzungen:

WR = Weltrekord, OR = olympischer Rekord, NR = nationaler Rekord

ER = Europarekord, NAR = Nordamerikarekord, SAR = Südamerikarekord, ASR = Asienrekord, AFR = Afrikarekord, OZR = Ozeanienrekord

PB = persönliche Bestleistung, JWB = Jahresweltbestzeit

## Bestehende Rekorde
| Weltrekord         | Missy Franklin ( Vereinigte Staaten) | 2:04,06 min | London, Vereinigtes Königreich | 3. August 2012 |
| Olympischer Rekord | Missy Franklin ( Vereinigte Staaten) | 2:04,06 min | London, Vereinigtes Königreich | 3. August 2012 |

## Titelträger
| Olympiasieger | Missy Franklin ( Vereinigte Staaten) | 2:04,06 min | Peking 2012   |
| Weltmeister   | Emily Seebohm ( Australien)          | 2:05,81 min | Shanghai 2015 |
| Europameister | Katinka Hosszú ( Ungarn)             | 2:07,01 min | London 2016   |

## Vorläufe

### Vorlauf 1
| Platz | Name               | Nation     | Zeit        | Anmerkung |
| ----- | ------------------ | ---------- | ----------- | --------- |
| 1     | Ekaterina Awramowa | Türkei     | 2:12,98 min |           |
| 2     | Simona Baumrtová   | Tschechien | 2:13,26 min |           |
| 3     | Martina van Berkel | Schweiz    | 2:13,46 min |           |
| 4     | Yessy Yosaputra    | Indonesien | 2:20,88 min |           |

### Vorlauf 2
| Platz | Name                | Nation             | Zeit        | Anmerkung |
| ----- | ------------------- | ------------------ | ----------- | --------- |
| 1     | Lisa Graf           | Deutschland        | 2:08,67 min |           |
| 2     | Dominique Bouchard  | Kanada             | 2:08,87 min |           |
| 3     | Missy Franklin      | Vereinigte Staaten | 2:09,36 min |           |
| 4     | Darja Ustinowa      | Russland           | 2:09,96 min |           |
| 5     | Matea Samardžić     | Kroatien           | 2:10,51 min |           |
| 6     | Margherita Panziera | Italien            | 2:10,92 min |           |
| 7     | Duane Da Rocha      | Spanien            | 2:11,17 min |           |
| 8     | Alicja Tchórz       | Polen              | 2:11,40 min |           |

### Vorlauf 3
| Platz | Name                  | Nation             | Zeit        | Anmerkung |
| ----- | --------------------- | ------------------ | ----------- | --------- |
| 1     | Katinka Hosszú        | Ungarn             | 2:06,09 min | NR        |
| 2     | Hilary Caldwell       | Kanada             | 2:07,40 min |           |
| 3     | Madeline DiRado       | Vereinigte Staaten | 2:08,60 min |           |
| 4     | Liu Yaxin             | China              | 2:08,84 min |           |
| 5     | Kirsty Coventry       | Simbabwe           | 2:08,91 min |           |
| 6     | Anastassija Fessikowa | Russland           | 2:10,39 min |           |
| 7     | Réka György           | Ungarn             | 2:12,99 min |           |
| 8     | Natsumi Sakai         | Japan              | 2:13,99 min |           |

### Vorlauf 4
| Platz | Name                    | Nation      | Zeit        | Anmerkung |
| ----- | ----------------------- | ----------- | ----------- | --------- |
| 1     | Belinda Hocking         | Australien  | 2:08,67 min |           |
| 2     | Daryna Sewina           | Ukraine     | 2:08,88 min |           |
| 3     | Emily Seebohm           | Australien  | 2:09,00 min |           |
| 4     | Eygló Ósk Gústafsdóttir | Island      | 2:09,62 min |           |
| 5     | Jenny Mensing           | Deutschland | 2:10,68 min |           |
| 6     | Yin Yan Claudia Lau     | Hongkong    | 2:10,94 min |           |
| 7     | Africa Zamorano Sanz    | Spanien     | 2:13,74 min |           |
| 8     | Chen Jie                | China       | 2:14,18 min |           |

## Halbfinale

### Lauf 1
| Platz | Name                    | Nation      | Zeit        | Anmerkung |
| ----- | ----------------------- | ----------- | ----------- | --------- |
| 1     | Hilary Caldwell         | Kanada      | 2:07,17 min |           |
| 2     | Liu Yaxin               | China       | 2:07,56 min |           |
| 3     | Eygló Ósk Gústafsdóttir | Island      | 2:08,84 min | NR        |
| 4     | Daryna Sewina           | Ukraine     | 2:09,07 min |           |
| 5     | Anastassija Fessikowa   | Russland    | 2:09,12 min |           |
| 6     | Emily Seebohm           | Australien  | 2:09,39 min |           |
| 7     | Lisa Graf               | Deutschland | 2:09,56 min |           |
| 8     | Jenny Mensing           | Deutschland | 2:10,15 min |           |

### Lauf 2
| Platz | Name               | Nation             | Zeit        | Anmerkung |
| ----- | ------------------ | ------------------ | ----------- | --------- |
| 1     | Katinka Hosszú     | Ungarn             | 2:06,03 min | NR        |
| 2     | Madeline DiRado    | Vereinigte Staaten | 2:07,53 min |           |
| 3     | Belinda Hocking    | Australien         | 2:07,83 min |           |
| 4     | Kirsty Coventry    | Simbabwe           | 2:08,83 min |           |
| 5     | Darja Ustinowa     | Russland           | 2:08,84 min |           |
| 6     | Dominique Bouchard | Kanada             | 2:09,07 min |           |
| 7     | Missy Franklin     | Vereinigte Staaten | 2:09,74 min |           |
| 8     | Matea Samardžić    | Kroatien           | 2:09,83 min |           |

## Finale
14. August 2016, 03:03 MEZ
| Platz | Name                    | Nation             | Zeit        | Anmerkung |
| ----- | ----------------------- | ------------------ | ----------- | --------- |
| 1     | Madeline DiRado         | Vereinigte Staaten | 2:05,99 min |           |
| 2     | Katinka Hosszú          | Ungarn             | 2:06,05 min |           |
| 3     | Hilary Caldwell         | Kanada             | 2:07,54 min |           |
| 4     | Darja Ustinowa          | Russland           | 2:07,89 min |           |
| 5     | Belinda Hocking         | Australien         | 2:08,02 min |           |
| 6     | Kirsty Coventry         | Simbabwe           | 2:08,80 min |           |
| 7     | Liu Yaxin               | China              | 2:09,03 min |           |
| 8     | Eygló Ósk Gústafsdóttir | Island             | 2:09,44 min |           |